# Roca Blanca (la Quar)
El Roca Blanca és una muntanya de 985 metres que es troba al municipi de la Quar, a la comarca catalana del Berguedà.